# أيريك جنسن
أيريك جنسن (بالنرويجية البوكمول: Eirik Jensen)‏ هو مؤلف نرويجي، ولد في 30 يوليو 1957.